# Лицарська академія

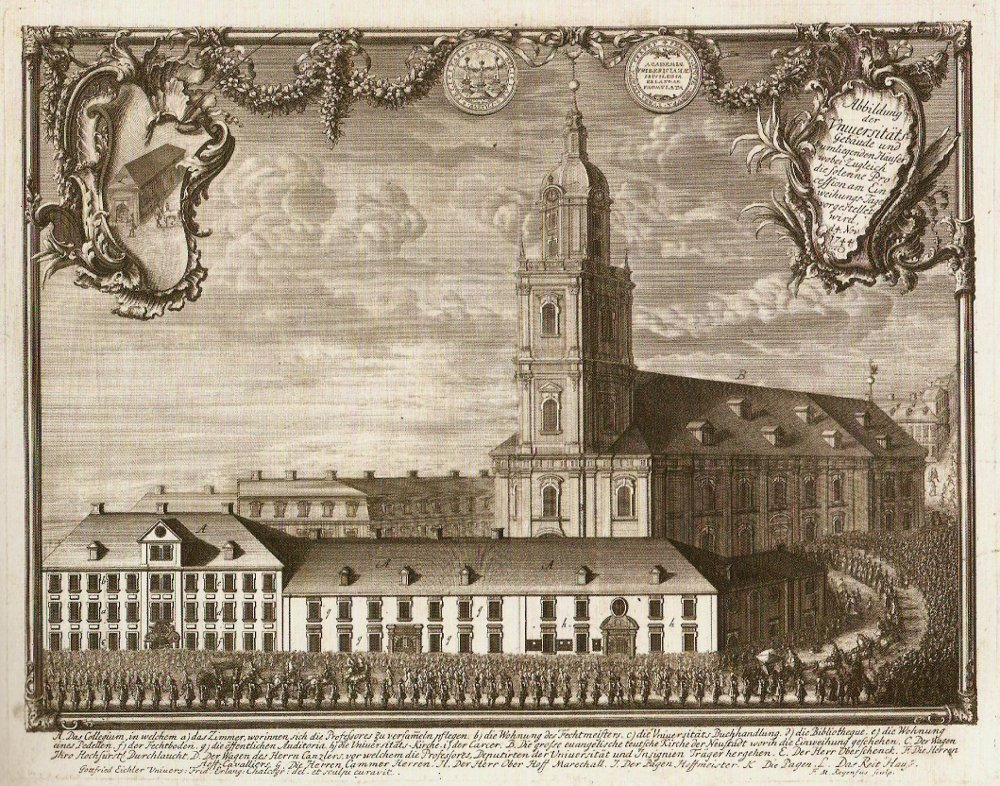
Ерлангенський університет 1743 р., колишня академія

Ли́царська акаде́мія (англ. knight academy; нім. Ritterakademie) — у ранньомодерній Європі вищий навчальний заклад для синів із шляхетних родин. Також — ли́царська шко́ла (нім. Ritter-Schule), ли́царська коле́гія (нім. Ritterkollegie)

## Список

### Курляндія
- Петрівська академія — Мітавська гімназія (з 1837)

### Річ Посполита
- Колегіум нобіліум

### Росія
- Перший кадетський корпус (Санкт-Петербург)

### Священна Римська імперія
- Ерлангенська лицарська академія (1699–1742) — сучасний Ерлангенський університет